# 朝鲜民主主义人民共和国罪案问题

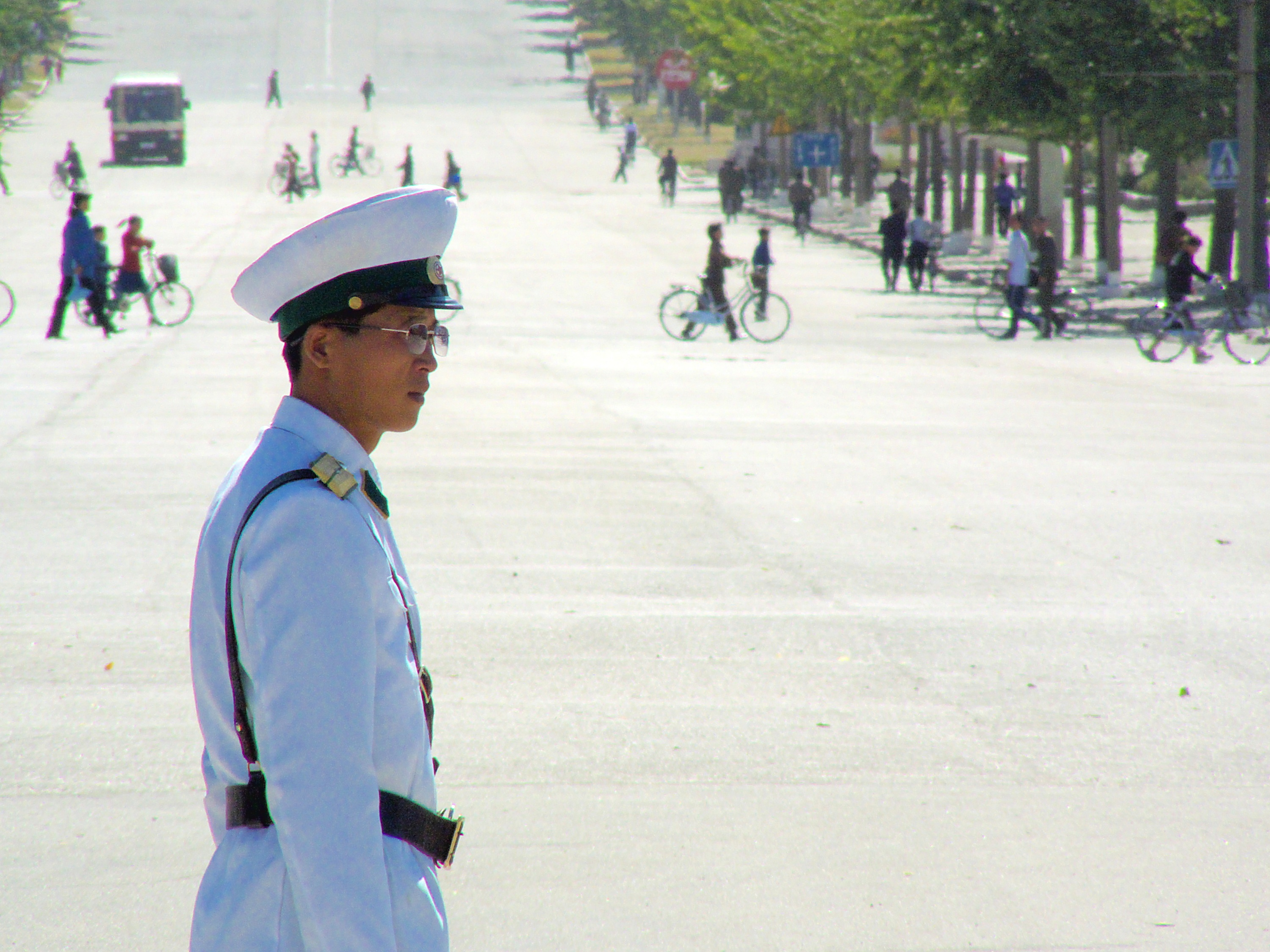
2008年，一名警察在朝鲜开城市监督道路交通。

朝鲜民主主义人民共和国的犯罪有多种形式。

## 犯罪类型

### 谋杀
由于朝鲜的贫困率奇高，因此贫民经常采取极端措施以求生存。一些脱北者曾经做出“谋杀和食人在朝鲜盛行”的未证实内容；这些谣言在1994年至1998年的大饥荒期间首次出现。
统一研究院的2014年《朝鲜人权白皮书》列出了2004年至2010年间朝鲜以谋杀罪进行的十二次公开处决。谋杀受害者包括恋人、配偶、债权人和医务人员。

### 政治犯罪
在朝鲜，批判朝鲜政治人物被视为严重刑事犯罪。叛国罪受到高度重视；叛国行为可能包括试图脱北（亦或只是认同韩国文化）。越过北部边境进入中国大陆或俄罗斯亦非法，但由于有大量朝鲜人被驱赶到边境求职，法律的施行未完全落实。
批评或拒绝社会主义原则，或无所事事地坚持这些原则亦为严重政治罪行。此类犯罪包括任何潜在“威胁社会主义制度”的行为——如经营私营企业或盗窃玉米、大米或马铃薯等农产品。

### 被指控对朝鲜犯罪的外国人
少数美国公民在朝鲜被指控犯有危害国家罪。所谓“危害国家罪”涵盖非法入境或对朝敌对行为。两名美国记者在被判犯危害国家罪后遭处以劳役。二人在同年晚些时候（比尔·克林顿拜访时任朝鲜领导人金正日就释放他们进行谈判后）获释。 2013年4月，美国旅游经营者裴埈皓，被控阴谋颠覆朝鲜政府。官方媒体称相关指控有证据可以证实。事后裴埈皓获释并获准返回美国（根据朝鲜法律，此类行为可判处无期徒刑或死刑）。2016年，美国大学生奥托·瓦姆比尔在平壤顺安机场准备出境时被朝鲜当局逮捕。瓦姆比尔是一名旅行团的成员，该团的成员在他被捕前已游历全朝。朝鲜当局指控瓦姆比尔从羊角岛饭店偷走一张宣传海报。瓦姆比尔被处十五年有期徒刑。在羁押期间，瓦姆比尔因不明原因陷入昏迷，后在被羁押十七个月后（2017年）获释，但从未恢复知觉。瓦姆比尔在返美不久后死亡。

### 卖淫/童婚
朝鲜将性交易视为非法行为，且当局不承认性交易在朝鲜的存在。然而有报道称政府雇用了约两千名妇女为高级官员提供性服务（即‘歡樂組’）。该国还存在广泛的人口贩运；妇女和女孩经常被卖到境外（多被贩卖到中国大陆），在那里她们被迫卖淫或强迫结婚。其他人可能本身计划移民中国大陆，惟在抵达时遭人贩子绑架。

### 腐败
朝鲜腐败问题在该国普遍存在且日益严重。在透明国际的2012年贪污感知指数中，朝鲜在176个国家或地区中排名第174位（与索马里和阿富汗并列），使朝鲜成为“地球上‘最腐败’的国家”之一。政权对例如访问外媒施加的严刑峻法通常通过贿赂警察的方式规避。举报同事和家人业已不再普遍。